# Omphalina nothofaginea
Omphalina nothofaginea är en lavart som först beskrevs av G. Stev., och fick sitt nu gällande namn av E. Horak 1971. Omphalina nothofaginea ingår i släktet Omphalina och familjen Tricholomataceae.   Inga underarter finns listade i Catalogue of Life.